# Karin Linder
Karin Linder, född 7 augusti 1964, är en svensk museiman.
Karin Linder utbildade sig bland annat i kinesiska och koreanska på Östasienlinjen på Stockholms universitet 1983–1990 samt i kinesiska på Shida University i Taipei i Taiwan 1990–1991. Hon var intendent på Östasiatiska museet i Stockholm 1991–1998 och samtidigt kurator på Medicinhistoriska museet 1991–2001. 
Hon var chef för Gustavsbergs porslinsmuseum 2002–2005 och arbetade därefter med stabsfrågor på Nationalmuseum i Stockholm 2005–2010. 
Karin Linder var förbundsordförande i fackförbundet DIK 2009–2015 och var utredare på Kungliga Biblioteket 2015–2016. 2017-2022 var Karin Linder generalsekreterare för Svensk Biblioteksförening. Från och med 2023 är hon kanslichef på Journalistförbundet.